# Galdamane
Galdamane (àrab ڭلدمان) és una comuna rural de la província de Taza de la regió de Fes-Meknès. Segons el cens de 2014 tenia una població total de 21.433 persones.